# Voltone di San Pietro
Voltone di San Pietro o Porta di San Pietro, sino alla fine del XIII secolo, era una delle tre antiche porte che, inserita nella prima cinta muraria della città, chiudeva l'accesso a Piazza San Pietro (ora Piazza Sordello), centro della civitas vetus di Mantova.

## Storia
Pinamonte dei Bonacolsi, primo signore di Mantova, dopo alcuni anni dalla sua ascesa al potere nel 1272, volle costruire all'interno della città vecchia la sua corte principesca fortificata.
Vennero acquistati inizialmente due edifici ubicati accanto a Porta San Pietro, confinanti col fossato dei bovi (ora via Accademia) e successivamente alcuni edifici medievali adiacenti alla Torre della Gabbia, futuro simbolo del potere dei Bonacolsi e appartenuti alla famiglia Acerbi.
I vari edifici furono collegati tra di loro da un ponte che nel Cinquecento venne coperto dall'architetto ducale Giovan Battista Bertani e venne chiamato successivamente "Voltone di San Pietro".
L'espansione dei Bonacolsi proseguì alla fine del XIII secolo con la costruzione del palazzo più prestigioso, palazzo Bonacolsi, destinato a dimora della famiglia.